# Боако (департамент)
Боа́ко (исп. Boaco) — один из департаментов Никарагуа.

## География
Департамент расположен в центральной части Никарагуа, у восточного берега озера Никарагуа. Площадь департамента составляет 4176,68 км². Численность населения — 174 682 человека (перепись 2012 года). Плотность населения — 41,82 чел./км². Административный центр — город Боако.
Граничит на севере с департаментом Матагальпа, на западе с департаментами Манагуа и Гранада, на юге с департаментом Чонталес, на северо-востоке с Южным Атлантическим регионом.

## История
Образован в 1938 году из части департамента Чонталес.

## Муниципалитеты
В административном отношении департамент Боако подразделяется на 6 муниципалитетов:
1. Боако
2. Камоапа
3. Сан-Лоренсо
4. Сан-Хосе-де-лос-Рематес
5. Санта-Люсия
6. Теустепе